# Чукальское сельское поселение
Чука́льское се́льское поселе́ние — муниципальное образование в составе Шемуршинского района Чувашской Республики. На территории поселения находятся 3 деревни: Новые Чукалы, Русские Чукалы, Яблоновка. Административный центр — деревня Русские Чукалы.
Главой поселения является Чугунов Геннадий Петрович.

## Географические данные
Чукальское сельское поселение находится в 35 км от районного центра — села Шемурша, в 187 км от города Чебоксары.

## Организации
На территории поселения расположены:
- социально-культурный центр (офис врача общей практики, детский садик, библиотека, клуб, административный центр сельского поселения, ветучасток);
- лесничество;
- магазин Райпо;
- ЗАО «Яблоневка»;
- 3 предпринимательских магазина;
- почта.

## Состав сельского поселения
| № | Населённый пункт | Тип населённого пункта          | Население |
| - | ---------------- | ------------------------------- | --------- |
| 1 | Новые Чукалы     | деревня                         | ↗542      |
| 2 | Русские Чукалы   | деревня, административный центр | ↗276      |
| 3 | Яблоновка        | деревня                         | ↗130      |